# Travertine House

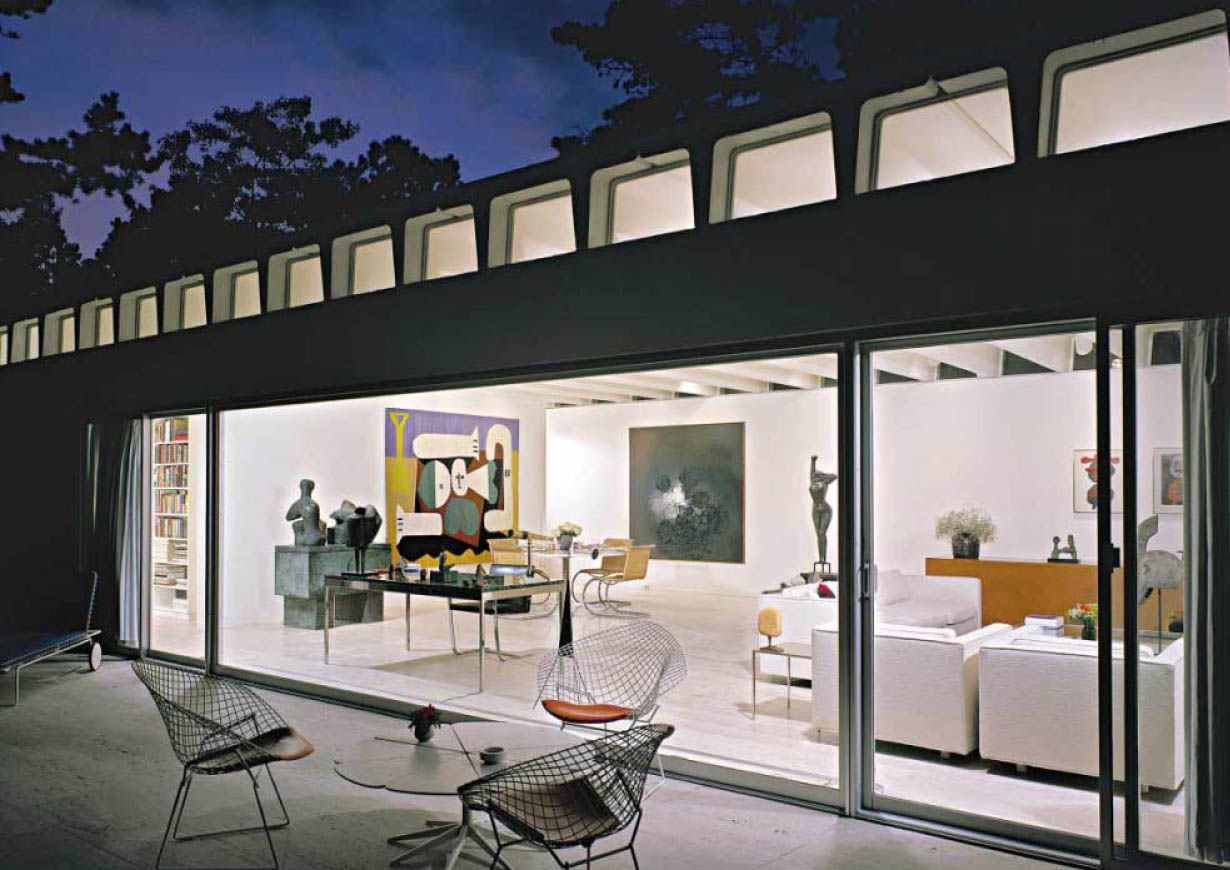
Travertine House - Gordon Bunshaft House

La Bunshaft Residence, a veces llamada Travertine House, fue una icónica casa de estilo moderno diseñada por el arquitecto Gordon Bunshaft para él y su esposa en un lote de 0,97 ha en la orilla del Georgica Pond en East Hampton, Nueva York. Fue diseñado en 1962 y terminada en 1963. Fue una de las pocas residencias unifamiliares diseñadas por Bunshaft, que fue el mejor diseñador de rascacielos de su época.

## Diseño
La casa estaba contenida dentro de una caja rectangular, de 30,5 m de largo por 7,9 m de ancho, con su dimensión larga tangente al lado de la laguna hacia el sur y elevada sobre una amplia elevación de seis pies sobre la llanura aluvial. Las paredes exteriores eran de hormigón revestido con travertino y la estructura del techo se componía de vigas de hormigón pretensado con forma de " doble T ", expuesta en cada borde con las aberturas llenas de ventanas de triforio de vidrio plano. Los extremos de la casa estaban sombreados por una extensión de 1,2 m del techo y las paredes laterales con una franja pavimentada que extendía el piso de piedra hasta el borde de las paredes.
Los principales espacios habitables tenían aberturas de vidrio de piso a techo. Las paredes interiores eran de yeso pintado de blanco y los pisos eran de travertino sobre una base de losa de hormigón. La puerta de entrada, una de las dos únicas aberturas en la sólida pared norte, se abría directamente a un pequeño vestíbulo de entrada entre la sala de estar central y el dormitorio principal. Frente a la sala de estar abierta había un dormitorio de invitados más pequeño y un estudio, separados de la sala de estar por una cocina en forma de U y el baño de invitados.

### Arte
Los Bunshafts decoraron su casa principalmente en blanco roto con madera natural y vidrio y ocasionalmente con detalles en rojo. La iluminación se diseñó para resaltar su colección de arte, que incluía obras de Pablo Picasso, Le Corbusier, Jack Youngerman y Henry Moore, así como rocas con rostros pintados por la Sra. Bunshaft.

### Falta de protección. Desidia del MoMA. Demolición
Cuando la viuda de Bunshaft, Nina Wayler, murió en 1994, la casa y sus obras de arte fueron legadas al Museo de Arte Moderno de Nueva York. El Museo, en una actuación incalificable, despojó la casa de sus valiosas obras de arte y luego vendió la propiedad, sin pactos ni restricciones, a Martha Stewart por 3,2 millones de dólares. 
La propietaria, en la década de 1990, encargó una renovación al arquitecto minimalista británico John Pawson, para lo cual se inició la demolición interior pero el proyecto se estancó, según se sabe, en parte debido a una disputa con su vecino, el promotor Harry Macklowe. Alrededor de la época en que Stewart se vio envuelta en dificultades legales no relacionadas con este asunto, que resultaron en una sentencia de prisión, transfirió la propiedad a su hija, Alexis, quien a su vez se la vendió a Donald Maharam en 2004 por 9.5 millones de dólares. Este la demolió en julio de 2004 para la construcción de una nueva casa por parte de su yerno, David Pill. El patrimonio arquitectónico mundial perdió así una de las obras más significativas de su época, en su clase, por la falta de una adecuada protección oficial.